# MOL-programmet

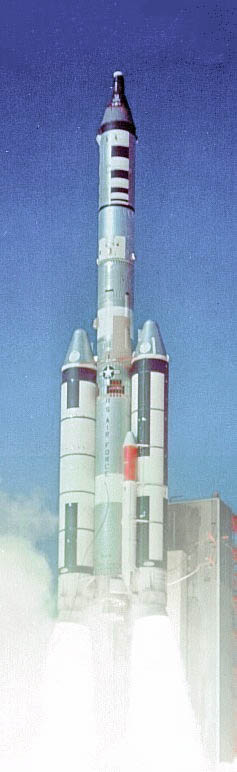
MOL testuppskjutning från Cape Canaveral AFS 3 november 1966

MOL-programmet, Manned Orbiting Laboratory, var det amerikanska flygvapnets bemannade rymdprogram. Det hade som avsikt att skicka upp egna astronauter utanför NASA:s eget bemannade mer civila program för aktiviteter ombord på en rymdstation. Programmet initierades 1963 men blev beslutat först 1965. Det lades ner 1969 och vissa av de uttagna astronauterna för detta projekt överfördes då till Nasa.

## Uppdragens utförande
Istället för en bemannad rymdstation i bana som man dockade med var programmet utarbetat på att man skulle skicka upp rymdstationen tillsammans med besättningens rymdfarkost. Hela ekipaget skulle sändas upp med en Titan 3M-raket. Farkosten som skulle användas var en modifierad Gemini-farkost. Trots de yttre likheterna med Gemini så var farkosten Gemini modifierad vad gäller prestanda. Farkosten kom att rubriceras som Gemini B. Ombord på Gemini B/MOL skulle besättningen kunna stanna uppe i 30-40 dagar för avancerade projekt.

## Testflygning
Endast en testflygning genomfördes innan programmet lades ner. Geminiskeppet man använde var Gemini 2, som modifierats. MOL-delen var byggd av en bränsletank från en Titan II-raket. Vid denna flygning innehöll MOL tre satelliter. Geminiskeppet separerade som planerat från raketen innan den nått omloppsbanan. Väl i omloppsbana levererade MOL de tre satelliterna.

## Specifikationer
- Besättning: 2
- Max tid: 40 dagar
- Omloppsbana: solsynkronon bana eller polär bana
- Längd: 21,92 m
- Diameter: 3,05 m
- Kabinvolym: 11,3 m³
- Massa: 14 476 kg
- Last: 2 700 kg
- Elförsörjning: bränsleceller eller solceller
- RCS-system: N2O4/MMH

MOL:s skulle skjutas upp med en Titan IIIM-raket från SLC-6 vid Vandenberg AFB i Kalifornien och LC-40 vid Cape Canaveral AFS i Florida.

## Planerade färder

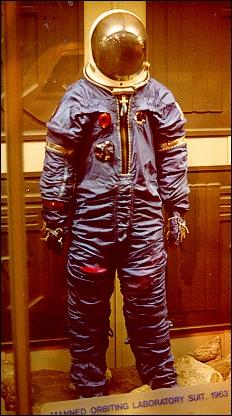
MOL rymddräkt

| Flygning | Uppskjutning  | Beskrivning                       |
| -------- | ------------- | --------------------------------- |
| MOL 1    | december 1970 | Första obemannade testflygningen. |
| MOL 2    | juni 1971     | Andra obemannade testflygningen.  |
| MOL 3    | februari 1972 | Första bemannade färden.          |
| MOL 4    | november 1972 | Andra bemannade färden.           |
| MOL 5    | augusti 1973  | Tredje bemannade färden.          |
| MOL 6    | maj 1974      | Fjärde bemannade färden.          |
| MOL 7    | februari 1975 | Femte bemannade färden.           |

## Astronautgrupperna
Till MOL-programmet uttogs 17 som skulle bli programmets astronauter. När programmet lades ner överfördes 7 av dessa till Nasas astronautgrupper och blev Astronautgrupp 7.

### MOL Astronuatgrupp 1
- Michael J. Adams
- Albert H. Crews Jr.
- John L. Finley
- Richard E. Lawyer
- Lachlan Macleay
- Francis G. Neubeck
- James M. Taylor
- Richard H. Truly - överförd till Nasa 1969

### MOL Astronautgrupp 2
- Karol J. Bobko - överförd till Nasa 1969
- Robert Crippen - överförd till Nasa 1969
- C. Gordon Fullerton - överförd till Nasa 1969
- Henry Hartsfield - överförd till Nasa 1969
- Robert F. Overmyer - överförd till Nasa 1969

### MOL Astronautgrupp 3
- James A. Abrahamson
- Robert T. Herres
- Robert H. Lawrence Jr.
- Donald H. Peterson - överförd till Nasa 1969